# 横手城

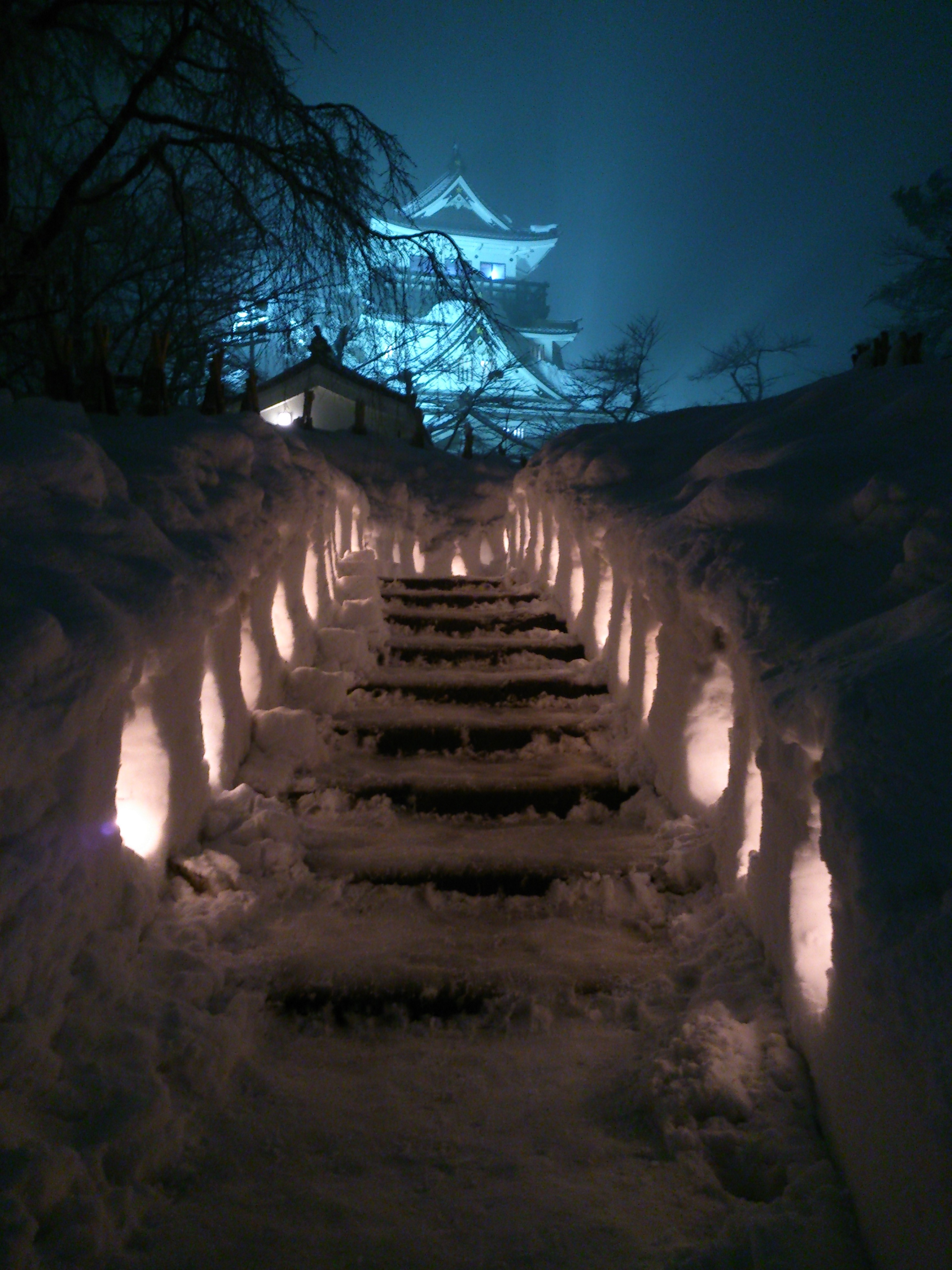
雪祭りのときの様子（2013年2月15日）

横手城（よこてじょう）は、秋田県横手市城山町（出羽国 平鹿郡横手町）にあった日本の城（山城）。朝倉城（あさくらじょう）や阿櫻城（あざくらじょう）とも呼ばれる。廃城後に城跡は横手公園として整備されており、模擬天守が建てられている。横手市指定史跡。

## 歴史・沿革
昔は朝倉城といい、横手城は後の俗称。
天文23年（1554年）、小野寺景道により朝倉山に築かれたと伝えられる。戦国時代には、小野寺配下の横手氏・大和田氏・金沢氏が横手城を拠点にして反抗したが、これは鎮圧されている。その後、小野寺氏は横手に本拠を移した。
城の普請は石畳を用いず土居削崖とし、土崩れを防ぐ土止めと、城を取り巻く急斜面を敵兵が這い上ることができないように韮（ニラ）を植えたことにちなみ、別名韮城（にらじょう）とも呼ばれた。
関ヶ原の戦いの時、当時の城主であった小野寺義道は、上杉景勝に通じたことから徳川家康に西軍方とみなされたため、慶長6年（1601年）に改易され、一時的に最上氏の手に渡る。慶長7年（1602年）、久保田城に佐竹義宣が転封されてくると横手城も佐竹氏の所有となり、城代が入れられた。城代には伊達盛重、伊達宣宗に続いて須田盛秀が入り、寛文12年（1672年）に佐竹氏一門の戸村義連（戸村義国の嫡孫）が入城して以降、代々｢十太夫｣を称す戸村氏の宗家（戸村十太夫家）が明治まで務めた。元和6年（1620年）、一国一城令によって久保田藩領でも支城が破却されたが、横手城を重要な拠点と考えた佐竹義宣が幕府に働きかけたため、破却を免れた。
元和8年（1622年）、当時の江戸幕府年寄で下野宇都宮藩主の本多正純が宇都宮城釣天井事件でこの地に流罪され、寛永14年3月10日（1637年4月5日）に亡くなるまで過ごした。
江戸時代末期、戊辰戦争の際には、東北地方で佐竹氏は孤軍官軍側につく。陸奥仙台藩と出羽庄内藩の軍勢が戸村義得（大学）の籠城する横手城を攻撃し、慶応4年8月11日（1868年9月26日）の夕方に落城した（横手の戦い）。
明治4年（1871年）に廃城となり、明治12年（1879年）には戊辰戦争で戦死した22人の霊を慰めるため、焼け残った城の資材を再利用して本丸跡に秋田神社が建立された。
本来の横手城に天守はなかったが、太平洋戦争後の昭和40年（1965年）には郷土資料館と展望台を兼ねて二の丸跡に岡崎城をモデルに模擬天守が建設された。この天守は、東北地方における模擬天守の初見である。

## 遺構
- 牛沼と蓬莱橋土塁
- 本丸跡 - 「横手城 本丸跡」碑。奥に本丸表門の木材を利用して再建された秋田神社

### 復元建造物・関連施設など
- 模擬天守 - 春には桜が咲き、冬には雪吊りがある。
- 「お城山ご案内」 - 横手城を含めた周辺地図の案内板。春夏秋冬の写真もあり。

### ライブカメラ
展望台に試験設置されていた、旧・横手市の市街地を望むライブカメラは、2021年3月31日に運用終了した。

## 文化財
- 1998年（平成10年）3月26日付け市指定史跡「横手城跡」[1]。

## アクセス
鉄道
東日本旅客鉄道（JR東日本） 奥羽本線・北上線 横手駅から徒歩約25分
自動車
E46 秋田自動車道 / E13 東北中央自動車道 横手ICから約10分
E46 秋田自動車道 横手北SICから約10分